# Double Dragon – Die 5. Dimension
Double Dragon – Die 5. Dimension ist ein Actionfilm aus dem Jahre 1994, der auf dem gleichnamigen Computerspiel aus dem Jahre 1987 basiert. Regie führte James Yukich.

## Inhalt
Im Jahr 2007 ereignete sich ein schweres Erdbeben in New Angeles. Die Gangs haben in der Stadt die Oberhand. Die verwaisten Geschwister Billy und Jimmy Lee haben von ihrer Pflegemutter Satori einen Teil des magischen japanischen Amuletts bekommen. Das andere Teil des Amuletts hat der skrupellose Gangsterboss Koga Shuko. Koga Shuko plant den anderen Teil des Talisman zu bekommen, damit er mit der unendlichen Macht die Welt beherrschen kann.

## Produktion
Die Verfolgungsjagd mit dem Boot wurde auf dem Cuyahoga River im Nordosten Ohios gedreht und bei der Szene mit der Explosion wurde 700 Gallonen Benzin in Kombination mit 200 Gallonen Alkohol verbraucht. Obwohl in der Nacht zuvor auf mehreren Nachrichtensendern Warnungen ausgestrahlt wurden, versetzte die Explosion die Bewohner der nahe gelegenen Stadt in Panik, was zu 210 Anrufen bei Notdiensten über zehn Minuten führte.
Schauspieler Robert Patrick sagte: „Das war ein Film, den ich gespielt habe. Ich dachte es könnte wirklich funktionieren. Es war eine Erfahrung, wo ich lustig und gleichzeitig bedrohlich war. Ich bin stolz auf meine Leistung. Es ist eine ziemlich schwierige Leistung. Ja, und ich habe mit Scott Wolf, Mark Dacascos und Alyssa Milano zusammenarbeiten können“.

## Rezeption

### Kritiken
„[…] Eine uninspirierte Fantasy-Geschichte, die in Los Angeles nach dem großen Erdbeben angesiedelt ist und eine Vielzahl jugendspezifischer Genres zu vereinen versucht. Nur in den Cyberspace-Experimenten auf der Höhe der Zeit.“

Der Film wird von 12 Prozent der bei Rotten Tomatoes aufgeführten Kritiker positiv bewertet. In der Zuschauerwertung der IMDb erhielt der Film 3,8 von 10 Punkten. 2009 listet der Magazine Time den Film zu den Top 10 schlechteste Videospielverfilmung.

## Heimveröffentlichung
Universal veröffentlichte den Film im April 1995 in den USA auf VHS und Laserdisc. In Kanada veröffentlichte CFP den Film in Kanada auf VHS. GoodTimes Entertainment veröffentlichte 2001 den Film auf DVD. 2014 veröffentlichte DigiDreams den Film auf Blu-ray und DVD in Deutschland.
Die MVD Entertainment Group veröffentlichte den Film 2019 auf einem Blu-ray/DVD-Combo-Pack. Diese Blu-ray-Veröffentlichung hat bis 2020 über 1,3 Millionen US-Dollar in den USA eingespielt.